# Einar Jörgensen
Einar Jörgensen (ur. 4 września 1843 w Norem koło Torvestad, Norwegia, zm. 10 lutego 1911 w Gdańsku) – szwedzki urzędnik konsularny.
Pełnił funkcję konsula Szwecji i Norwegii w Gdańsku (1892–1911), gdzie zmarł.